# The Heart Is Not So Smart
«The Heart Is Not So Smart» es una canción interpretada por DeBarge para el sello discográfico Gordy, acreditada a "El DeBarge with DeBarge" en el lanzamiento del sencillo. Fue escrita por Diane Warren y producida po Jay Gradon. La canción fue grabada y lanzada como el cuarto sencillo del cuarto álbum de DeBarge, Rhythm of the Night.
En Estados Unidos la canción alcanzó el número 29 en la lista Hot Black Singles, el número 75 en el Billboard Hot 100 y ayudó a que el álbum Rhythm of the Night alcanzara el estatus de platino.

## Posicionamiento en listas
| Lista (1986)                     | Máxima posición |
| -------------------------------- | --------------- |
| U.S. Billboard Hot 100           | 75              |
| U.S. Billboard Hot Black Singles | 29              |

## Músicos
- El DeBarge – voz
- Bunny DeBarge, Mark DeBarge - coros
- Jay Graydon - guitarra
- Abraham Laboriel - bajo
- Marcus Ryles, Michael Omartian, Steven George teclados y sintetizadores
- Tyrone B. Feedback - batería
- John Keane - percusión
- Andy Narell - tambores mátalicos